# Hafsiderna

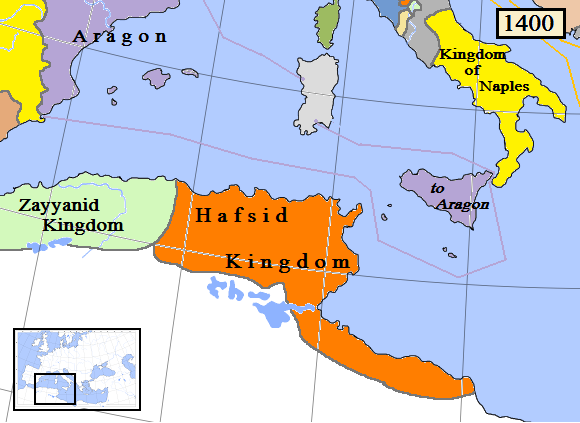
Hafsiderna, 1400.

Hafsiderna var en sunnimuslimsk berbisk dynasti som regerade Ifriqiya (Tunisien, västra Libyen och östra Algeriet), mellan 1229 och 1574. 
De efterträdde almohaderna, och besegrades av Osmanska riket.